# Ereignis
Ein Ereignis (aus althochdeutsch irougen, neuhochdeutsch eräugen („vor Augen stellen, zeigen“)) ist im allgemeinen Sinn eine Situation, die durch Dynamik oder Veränderung gekennzeichnet ist. Das Gegenteil eines Ereignisses ist ein „Zustand“: eine Situation ohne Veränderung oder Dynamik. Eine klassische Definition ist, dass ein Ereignis (minimal) darin besteht, dass ein Übergang von einem Zustand in einen anderen Zustand stattfindet.

## Fachgebiete
Je nach Zweck eines Fachgebiets unterscheiden sich die Definitionen des Ereignisses in Begriffsinhalt und Begriffsumfang. Dabei wird manchmal unterschieden zwischen positiven und negativen Ereignissen.

### Astronomie
Ein astronomisches Ereignis ist beispielsweise die Sonnen- oder Mondfinsternis, die wegen der Periodizität der Umlaufbahnen präzise vorhersehbar sind. Mit der Sonnenfinsternis wurde oft der Tod von Herrschern in Verbindung gebracht so wie bei Kaiserin Theophanu, die am 15. Juni 991 verstarb und deren Tod am 21. Oktober 990 eine Sonnenfinsternis vorausging. In Deutschland wird eine totale Sonnenfinsternis erst am 3. September 2081 stattfinden. Manche Ereignisse wie der Impakt von Meteoriten sind dagegen nicht oder nur bedingt vorhersehbar.
Am 24. Februar 1987 konnten Astronomen ein Ereignis beobachten, bei dem der Stern Sanduleak -69.202 – ein Blauer Überriese – in der Großen Magellanschen Wolke explodierte.

### Chemie
In der Chemie ist die Entdeckung einer chemischen Reaktion im Rahmen von labortechnischen Versuchsserien ein Ereignis, bei dem chemische Verbindungen ein bisher nicht existentes, neues Produkt hervorrufen.

### Eisenbahnverkehr
Als gefährliches Ereignis im Sinne des § 2 Abs. 21 AEG gelten Eisenbahnunfälle und Betriebsstörungen im Eisenbahnbetrieb.

### Geschichtswissenschaft
Die Geschichtswissenschaft spricht von einem Ereignis als „einer Begebenheit, die eine geschichtliche Veränderung herbeiführt […] und sinnbildend an der Entstehung einer Geschichte mitwirkt“. Historische Ereignisse besitzen oft das Merkmal der Einzigartigkeit und Unwiederholbarkeit. „Jedes Ereignis ist eine Tatsache, aber nicht jede Tatsache ist ein Ereignis“.

### Höhere Gewalt
Höhere Gewalt liegt vor, wenn ein unabwendbarer Zufall als schadenverursachendes Ereignis einwirkt (objektive Voraussetzung) und das Ereignis auch durch die äußerste, in vernünftiger Weise noch zu erwartende Sorgfalt nicht hätte vermieden werden können (subjektive Voraussetzung). Zur höheren Gewalt zählt die Rechtsprechung und Fachliteratur unabwendbare Ereignisse wie z. B. Naturkatastrophen jeder Art (insbesondere Erdbeben, Überschwemmungen, Unwetter, Vulkanausbrüche, Pandemien), aber auch niederer Zufall (lateinisch casus fortuitus) wie Aufruhr, Blockade, Boykott, Brand, Bürgerkrieg, Embargo, Geiselnahmen, Krieg, Revolution, Sabotage, Streiks (sofern diese bei einem Dritten stattfinden; Beispiel: Vertrag zwischen Verbraucher und Fluggesellschaft und Streik bei Fluglotsen, auch bei einem Streik bei der Fluggesellschaft), Terrorismus, Verkehrsunfälle oder im industriellen Sinne Produktionsstörungen.

### Informatik
Unter einem Ereignis versteht man in der ereignisorientierten Programmierung eine Begebenheit, die – über ein Event-Handler-Programm – eine Aktion und (in deren Folge) ggf. eine Zustandsveränderung auslöst. Diese Ereignisse können Benutzereingaben (Mausklick, Tastatur, Spracheingabe, Geräteanschluss usw.) oder Systemereignisse (Zeitpunkt, Fehler, Datenveränderung, Sensor usw.) sein. Ein Ereignis kann ein einzelnes Element der Benutzeroberfläche oder sogar ein HTML-Dokument sein. Ein Ereignis ist ein Element von Anwendungsinformationen aus einer zugrunde liegenden Programmbibliothek. Aktionen oder Zustandsänderungen sind Ereignisse, die bestimmte Folgen auslösen. Das kann ein Mausklick sein oder die Statusmeldung eines Geräts wie etwa ein empfangsbereites Modem.

### Katastrophen
Katastrophen sind folgenschwere Unglücksereignisse. Sie betreffen entweder den Menschen alleine wie Hungersnot oder Völkermord oder das Mensch-Maschine-System wie die Nuklearkatastrophe von Tschernobyl vom 26. April 1986 oder der Eisenbahnunfall von Eschede am 3. Juni 1998.

### Kritisches Lebensereignis
Das kritische Lebensereignis verändert die bestehende Lebenssituation einer oder mehrerer Personen und zwingt sie zu Maßnahmen der Bewältigung und Anpassung. Hierzu gehören Arbeitslosigkeit, Heirat, Scheidung, Tod von Partner oder Kind, schwere eigene Erkrankung/Unfall bzw. von Familienmitgliedern usw.

### Medienwissenschaft
In der Medienwissenschaft wird das Ereignis als ein „zeitlich und räumlich begrenzter Realitätsausschnitt“ definiert. Dabei wird unterschieden zwischen genuinen Ereignissen (entweder ein Naturereignis wie ein Erdbeben oder soziale Ereignisse wie eine Veranstaltung) und medialen Ereignissen (wie Olympische Spiele oder eine Pressekonferenz). Beide binden Aufmerksamkeit und wecken Emotionen.
Naturereignisse wie das Polarlicht müssen spektakulär sein, um als (mediales) Ereignis zu gelten. Die Jahreszeiten sind zwar auch Naturereignisse, werden jedoch als normal eingestuft.

### Medizin
Ein kritisches Ereignis (englisch critical incident) ist in der Medizin ein Ereignis, das zu einem unerwünschten Ereignis führen könnte oder dessen Wahrscheinlichkeit deutlich erhöht. Das unerwünschte Ereignis (UE; englisch adverse event) beruht auf einer Behandlung, kann zu einer Schädigung der Gesundheit führen und kann vermeidbar oder auch nicht vermeidbar sein.
Unerwünschte Ereignisse werden in der Regel entsprechend Medical Dictionary for Regulatory Activities (MedDRA) klassifiziert. Insbesondere bei onkologischen Studien wird der Schweregrad unerwünschter Ereignisse oft nach den Common Terminology Criteria for Adverse Events (CTCAE) eingeteilt. Der Begriff des unerwünschten Ereignisses wird in zwei Bereichen der Medizin, der Qualitätssicherung in der Medizin und der Arzneimittelforschung, unterschiedlich definiert:
- In der Qualitätssicherung ist ein UE ein schädliches Geschehen, das eher auf der Behandlung als auf der Erkrankung beruht.[13] Es kann vermeidbar oder unvermeidbar sein. Die Vermeidung und Verringerung von vermeidbaren unerwünschten Ereignissen (VUE) ist zentraler Bestandteil der Verbesserung der Patientensicherheit. UEs in der Qualitätssicherung können sowohl Patienten als auch Beschäftigte im Gesundheitswesen betreffen.[14] Ein kritisches Ereignis ist in der Qualitätssicherung in der Medizin als ein Ereignis definiert, das zu einem unerwünschten Ereignis führen könnte oder dessen Wahrscheinlichkeit deutlich erhöht.[13]
- In der Arzneimittelforschung werden alle UE während der Teilnahme an einer klinischen Studie, unabhängig von ihrem möglichen ursächlichen Zusammenhang oder dem Ausmaß ihres Schadens, aufgezeichnet. UEs werden nur für Probanden oder Patienten erfasst. Der Erfassungszeitraum beschränkt sich nicht auf die Dauer der eigentlichen Behandlung; er umfasst auch eventuelle Vorbereitungs- und Nachbeobachtungsperioden. Die Aufzeichnung enthält u. a. eine Einschätzung des behandelnden Arztes zum Zusammenhang mit der Behandlung sowie zur Ausprägung des UE. § 3 Abs. 8 GCP-V legt fest, was ein schwerwiegendes UE ist (siehe auch: schwerwiegendes unerwünschtes Ereignis (SUE)). Die rechtliche Definition eines schwerwiegenden Ereignisses im Zusammenhang mit einem Medizinprodukt wurde in § 2 der Medizinprodukte-Sicherheitsplanverordnung (MPSV) aufgenommen.

### Meteorologie
In der Meteorologie spielen vor allem Wetterereignisse eine wesentliche Rolle. Darunter werden als extreme Wetterereignisse die an einem bestimmten Ort oder in einer bestimmten Region zu einer bestimmten Jahreszeit seltenen und deshalb außergewöhnlichen Wetterlagen verstanden. Hierzu gehören insbesondere Dürre, Graupel, Hagel, Hitzewelle, Kältewelle, Starkregen, Sturm, Sturmflut oder Überschwemmung.

### Naturkatastrophen
Seit jeher gelten Naturkatastrophen als negative Ereignisse. Der Vulkanausbruch auf Krakatau am 22. August 1883 führte weltweit zu einer partiellen Verdunkelung von Sonne und Mond. Das Erdbeben von San Francisco 1906 zerstörte am 18. April 1906 weite Teile der Stadt und gilt als eine der schlimmsten Naturkatastrophen in der Geschichte der USA.
Die Flutkatastrophe von 1953 ab 31. Januar 1953 überschwemmte große Teile der Niederlande und Flanderns. Ihr folgte die Sturmflut 1962 ab dem 16. Februar 1962 an der deutschen Nordseeküste. Das Rheinhochwasser 1993 vom Dezember 1993 wird medial als Jahrhunderthochwasser oder als „Jahrhundertereignis“ präsentiert.
Ein Erdbeben im Indischen Ozean löste den Tsunami vom 26. Dezember 2004 aus, dessen Flutwellen Indonesien, Sri Lanka, Indien und Ostafrika trafen. Am 11. März 2011 löste ein Seebeben die Nuklearkatastrophe von Fukushima aus, deren Tsunami auch weite Teile des Nordostens der Hauptinsel Honshū verwüstete. Es folgte am 22. Dezember 2018 der Tsunami auf Java und Sumatra 2018. Im Juli 2021 breitete sich das Hochwasser in West- und Mitteleuropa 2021 aus, das große Schäden in Gebieten mit hoher Wohndichte anrichtete. Die größten Schäden entstanden in Deutschland beim Ahrhochwasser.

### Netzplantechnik
In der Netzplantechnik ist nach DIN 69900 ein Ereignis der Eintritt eines definierten Zustandes im Arbeitsablauf.

### Ontologie
In der modernen Philosophie wird zumeist in zwei verschiedenen Kontexten von „Ereignis“ gesprochen:
- Im Kontext der Kontinentalphilosophie bei Existentialisten und Phänomenologen, darunter z. B. Martin Heidegger und diverse französische Philosophen, ebenso im Poststrukturalismus. In dieser Verwendung meint Ereignis, Ereignishaftigkeit u. ä. einen singulären und instantanen Akt, der für Sein, Handeln, Moral oder Erkennen konstitutiv ist. In Alain Badious Werk ist Ereignis der Schlüsselbegriff.[18] Ereignis wird hier begriffen als das Unberechenbare, Unvorhersehbare, dasjenige, was sich in keiner Weise einer bereits bestehenden Ordnung einfügen oder sich aus ihr ableiten lässt. Es ist kein Element der Menge von Elementen, die eine gegebene Situation ausmachen; es ist nicht benennbar, nicht präsentierbar. Es ist eine Singularität, die die jeweilige Situation und alle darauf folgenden in ihrer Bedeutung grundsätzlich ändert.[19]
- In einem zweiten Kontext der systematischen Ontologie, wie sie vor allem im Anschluss an Klassiker der analytischen Ontologie betrieben wird, ist damit ein Objekt gemeint, das sich nicht wie ein Gegenstand, sondern wie ein Prozess verhält. Ereignisse in diesem Sinne werden meist nicht als instantan, sondern als zeitlich ausgedehnt verstanden.

Von einigen Theoretikern wird dabei vertreten, dass im Grunde die gesamte Ontologie nicht auf Gegenständen, sondern auf Ereignissen fußen sollte. Beispielsweise indem argumentiert wird, dass eine wechselseitige Reduzierbarkeit besteht, man aber Ereignisse ohnehin für eine funktionierende Ontologie benötigt und also ohne Gegenstände auskommt, oder, indem argumentiert wird, dass damit ontologische Probleme des qualitativen Wandels bei Objektpersistenz besser zu behandeln sind. Ein klassischer Vertreter einer solchen Ereignisontologie ist beispielsweise Alfred North Whitehead, ein jüngerer Klassiker Donald Davidson.
Die philosophische Konzeption von Ereignissen als eigener Sorte von Entitäten in der Welt, insbesondere nach Donald Davidson, hat einen starken Einfluss auf linguistische Darstellungen der Semantik von Verben genommen und führte zum Entstehen der so genannten Ereignissemantik.

### Psychologie
In der Psychologie wird das Ereignis als „ein herausragendes, das Erleben tief berührendes Vorkommnis“ beschrieben, das „Gedenken stiftet“ und damit einen Gegensatz zu Struktur und Prozess ausbildet. Das Ereignis ist zwar der Gegensatz zu Struktur und Prozess, wird aber nur deshalb beobachtbar und zum Ereignis, weil es sich von einem Prozess als einem kontrastierenden Hintergrund abheben kann.
Das psychologische Ereignis ist die Erfahrung als das im Gedächtnis registrierte und fortan verfügbare Geschehen einer Situation, in der ein Individuum lebt. Die Speicherung des Ereignisses ist subjektiv und damit im Gedächtnis die Grundlage für Lernprozesse, wie überhaupt für die menschliche Entwicklung grundlegend. Diese Entwicklung (siehe Entwicklungspsychologie) ist ohne Erfahrung(en) (bzw. Ereignisse) nicht denkbar bzw. nicht möglich. Ein menschlicher Organismus ist davon abhängig, Erfahrungen zu machen, insbesondere in der frühen Kindheit; andernfalls erleidet er (Existenz gefährdende) Schädigungen (siehe dazu René A. Spitz).

### Recht
Im Recht ist das Ereignis ein unbestimmter Rechtsbegriff, für den die Gesetze keine Legaldefinition anbieten, sondern ihn als bekannt voraussetzen. Bei der Berechnung einer Frist hängt deren Anfang oder Ende entweder von einem Ereignis oder einem Zeitpunkt ab (§ 187, § 188 BGB). Im Zahlungsdiensterecht ist nach § 676c BGB ein Haftungsausschluss vorgesehen, wenn eingetretene Umstände auf einem ungewöhnlichen und unvorhersehbaren Ereignis beruhen (höhere Gewalt), auf das diejenige Vertragspartei, die sich auf dieses Ereignis beruft, keinen Einfluss hat, und dessen Folgen trotz Anwendung der gebotenen Sorgfalt nicht hätten vermieden werden können.
Ansprüche können erlöschen, weil ein bestimmtes Ereignis eingetreten ist. Dazu gehören die auflösende Bedingung nach § 158 Abs. 2 BGB und der Endtermin bei Vereinbarung einer Zeitbestimmung im Sinne von § 163 BGB.
Aber auch der Tod einer Person bei höchstpersönlichen Ansprüchen ist der rechtlich relevante Eintritt eines bestimmten Ereignisses. Dazu gehören etwa das Erlöschen eines Rechtsversprechens nach § 520 BGB, die Beendigung einer persönlichen Dienstverpflichtung wegen Unübertragbarkeit derselben gemäß § 613 BGB und die Beendigung eines Auftragsverhältnisses nach Auflösung einer Gesellschaft wegen Todes eines Gesellschafters.

### Relativitätstheorie
In der Relativitätstheorie wird ein durch Ort und Zeit festgelegter Punkt der Raumzeit als Ereignis bezeichnet. Die gesamte Beschreibung der Realität fußt auf diesen Ereignissen – was für einige Interpreten eine Ereignisontologie begünstigt.

### Systemtheorie
In der soziologischen Systemtheorie bezeichnet Ereignis die zeitpunktbezogene, nicht bestandsfähige Einheit der Differenz von Vorher/Nachher in autopoietischen Systemen. Nach dem Ereignis ist etwas anderes möglich als vorher. Genau dieser Unterschied verleiht den Systemelementen trotz fehlender Dauerhaftigkeit ihre operative Anschlussfähigkeit im Zeitablauf. Beispielsweise bestehen mündliche Äußerungen nur zum Zeitpunkt des Sprechens und sind danach sofort wieder vergangen. Haben nacheinander gesprochene Worte eine Anschlussfähigkeit, dann ergeben sie einen zusammenhängenden Satz. Der Satz kann nur dann entstehen, wenn die einzelnen Ereignisse (hier: Worte) keine dauerhafte Existenz haben.

### Technik
(Spektakuläre) Erfindungen sind positive Ereignisse, weil technischer Fortschritt Veränderungen des menschlichen Verhaltens bewirkt und sie mindestens zur Verbesserung des menschlichen Komforts beitragen.
Negative Ereignisse wie der Untergang der Titanic am 15. April 1912 oder die Terroranschläge am 11. September 2001 sind derart einschneidend, dass sie bei Betroffenen zu traumatischen Erlebnissen führen können.

### Wahrscheinlichkeitstheorie
In der Wahrscheinlichkeitstheorie wird ein Zufallsereignis auch kurz Ereignis genannt und wird in Bezug auf die möglichen Ausgänge oder Ergebnisse eines Zufallsexperiments definiert. Als Ereignis wird eine Zusammenfassung von Ergebnissen bezeichnet, die eine Teilmenge der Ergebnismenge ist und der eine bestimmte Wahrscheinlichkeit zwischen {\displaystyle 0} und {\displaystyle 1} zugeordnet werden kann.

## Ereignisrisiko
Der Begriff wurde von Paul B Thompson 1987 eingeführt. Der Begriffsinhalt wird in den einzelnen Fachgebieten modifiziert.
Unter dem Ereignisrisiko (englisch event risk) versteht man im Bankwesen das Risiko, dass sich der Börsenkurs eines Finanzinstruments oder eines Finanzprodukts im Vergleich zur generellen Marktentwicklung abrupt ändert. Das Ereignisrisiko wirkt sich daher direkt auf das Marktpreisrisiko (etwa Preisrisiko, Kursrisiko oder Zinsänderungsrisiko) aus. Der Ausschuss der Europäischen Aufsichtsbehörden für das Wertpapierwesen (CESR) definiert das Ereignisrisiko als „Risiko, dass sich der Wert eines Finanzinstruments abrupt und plötzlich ändert, während im Vergleich die Marktentwicklung kaum Volatilitäten aufweist“.
Als Ereignisrisiko wird im Versicherungswesen die Eintrittswahrscheinlichkeit eines Schadensereignisses bezeichnet. Versicherer müssen bei jeder Versicherungsart abschätzen, ob und inwieweit ein Personen-, Sach- oder Vermögensschaden auftreten wird.